# Niní
Niní este un serial TV argentinian, difuzat pentru prima dată în perioada 7 septembrie 2009 - 6 aprilie 2010 de către canalul Telefé.
Preluat de canalele Disney Channel din diverse țări, serialul este difuzat și de Disney Channel România la sfârșitul anului 2010 și începutul lui 2011.
- regia: Jesús Braseras
- scenariul: Jorge Chernov, Gabriela Fiore.
- Paula Sator
- Esteaban Masturini

## Personaje
- Florencia Bertotti - Niní
- Federico Amador - Tomás Parker
- Paula Morales - Celina Martinez Paz
- Estenan Masturini - Juan
- Paula Sartor - Sofía
- Shenyer Cristian Diaz Gomez - Chama Chan Parker
- Melanie Chong - Chow Parker
- Gigi Bonaffino - Lola
- Iara Muñoz - Sicilia Parker
- Vanesa Butera - Carmén Juárez
- Maida Andreacci - Vicky
- Esteban Meloni - Victor
- Juan Manuel Guliera - Martín Parker
- Sebastian Monogordoy - Angel
- Hector Diaz - Horazio

## Acțiunea
Niní, o tânără inocentă și spontană, locuia cu bunicul în incinta unei ambasade.
Se îndrăgostește de noul ambasador, Tomás Parker, care are 4 copii (Martin, Chow, Chama Chan și Cece).
Însă la inima diplomatului aspiră și secretara sa, Celina.
Celina vrea să o distrugă pe Nini, pentru a-l avea pe ambasador. Însă iubirea dintre Nini și Tomas este atât de puternică încât va învinge totul.
Niní atrage îi de partea sa pe copiii adoptați ai ambasadorului, care nu o agreau pe ambițioasa și aroganta secretară. Cece (fiica cea mică a ambasadorului) încearcă să-i apropie pe Nini și Tomas.
Manifestându-se foarte stângace și distrasă, Nini este concediată din postul de îngrijitor al copiiilor.
Se deghizează în bărbat și, sub numele Nicolas Zampano, reușește să devină șoferul personal al ambasadorului și chiar confidentul acestuia. Acum, Tomas îi spune lui Nicolas tot ce simte pentru Nini. A doua față a lui Nini o știa atât Victoria (prietena ei), cât și Cece și Martin (fiul cel mare al ambasadorului).
Treptat, Nini câștigă inima ambasadorului, exprimând valori pe care nici puterea și nici banii nu le pot cumpăra: libertatea, dragostea și simțul umorului. De fiecare dată când se sărută se îndrăgostesc mai mult. Nini s-a dat, de atâtea ori, la o parte pentru ca Celina să se căsătorească cu Tomas, pentru a forma o familie. Celina era mama de sânge a lui Cece. Au mai apărut și alte rude ale copiilor adoptați ai ambasadorului. Fiul cel mic a dat de sora lui, în timp ce făcea reprezentații pentru un bărbat, ce i-a făcut probleme lui Tomas.
Tomas Parker se căsătorește, într-un final, cu Nini, iubirea vieții lui. La nunta lui Nini și a lui Tomas, Victor (fratele lui Celina) dezvăluie secretul, acela că Nina Gomez este în același timp și Nicholas Zampanov.
Thomas este furios și Nini pleacă din ambasadă, dar înainte de a face asta are o discuție cu Tomas pentru a-i mărturisi iubirea, iar în cele din urmă cei doi se căsătoresc din nou.